# Corona mural

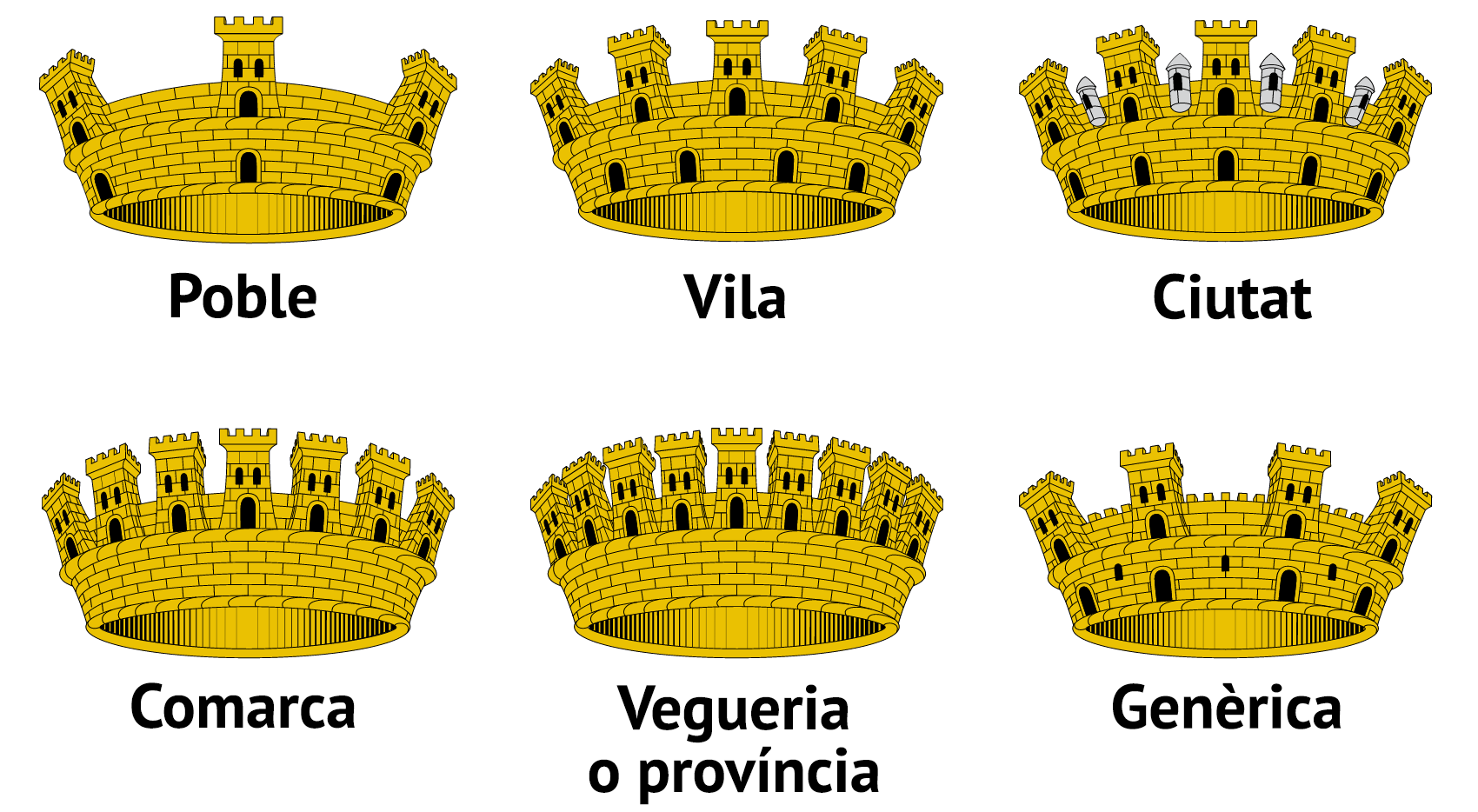
Classificació de les corones murals

La corona mural és un ornament que s'atorgava a l'antiga Roma a aquell combatent que durant l'assetjament d'una ciutat era el primer a escalar les muralles. Era feta d'or i decorada amb torretes i era una de les més altes condecoracions militars. No s'atorgava sense una estricta investigació prèvia.
Cíbele sempre es representa amb aquesta corona sobre el seu cap.
En heràldica la corona mural és usada per a representar el timbre.